# Moniceiver
Als Moniceiver beziehungsweise Empfänger mit Bedienfunktionsbildschirm (begriffliche Zusammensetzung aus englisch monitor (Bildschirm) und receiver (Empfangsgerät)) wird ein zur Kategorie der Unterhaltungselektronik zu zählendes Multifunktionsgerät bezeichnet, das üblicherweise in Kraftfahrzeugen anstelle eines Autoradios Verwendung findet. Dabei geht es über die Funktionalität eines klassischen Autoradios deutlich hinaus und besteht aus mehreren, Informations- und Unterhaltungszwecken dienenden Komponenten.
Der Moniceiver ist das Kernstück einer vollständigen Multimedia-Anlage. Er vereint in der Regel die Funktionen eines Autoradios, CD-Spielers, DVD-Spielers, Wiedergabegeräts für externe Audio- und Videoquellen (z. B. über einen USB-Massenspeicher), einer Freisprechanlage für Mobiltelefone (z. B. über Bluetooth) und teilweise auch Fernsehers (DVB-T) und Navigationssystems (Mit Navigationsfunktion auch als Naviceiver bezeichnet). Nicht selten verfügen die Geräte – wie mittlerweile die meisten AV-Receiver – auch über die Fähigkeiten eines Mehrkanal-Tonsystems (Dolby Digital oder DTS). Zur Navigation und Wiedergabe von Videoquellen verfügt der Moniceiver über ein großes (meist zwischen 5 und 7 Zoll Bildschirmdiagonale messendes), oft einklappbares Display mit Touchscreen-Funktionalität. Dabei werden Modelle mit den einfachen oder doppelten DIN-Maßen eines Autoradios angeboten, also solche, die anstelle eines handelsüblichen Autoradios eingebaut werden können (dann mit einklappbarem Display) und solche, die zwei Konstruktionsschächte in der Mittelkonsole des Kraftfahrzeugs belegen. Die Bedienfunktionen des Moniceivers werden auf dem Touchscreen in Gestalt virtueller Schaltflächen verfügbar gemacht.